# Шахтёр (стадион, Шахты)
 «Шахтер» — футбольный стадион, расположенный в российском городе Шахты (Ростовская область), открытый в 1956 году и вмещающий 10 000 зрителей. С 1958 года — домашняя арена одноименного местного коллектива.

## История
Официально стадион был открыт в 1956 году, а с 1958 года на нем стала выступать местная команда мастеров «Шахтер».

Первая реконструкция поля прошла в 1980 — х годах.
Затем стадион начал реконструироваться с 2006 года при поддержке тогдашнего губернатора Ростовской области Владимира Чуба и мэра Шахт Сергея Понамаренко, на тот момент арене было 50 лет. В рамках ремонта стадиона была снесена его западная трибуна. Однако затем в связи с коррупцией и проблемами с финансированием работы были остановлены.
В 2007—2008 годах неравнодушная группа местных активистов направила ряд прошений на государственную помощь в восстановлении арены, однако данная просьба была проигнорирована.
В конце концов, к 2008 году проверяющие органы запретили проведение игр на стадионе «Шахтер» ввиду его неудовлетворительного технического состояния.
Очередной план обновления поля, включавший его практически полную перестройку, рассматривался в 2012—2020 годах, однако не был реализован из — за расторжения властями города контрактного соглашения с компанией — подрядчиком.
В 2021 году в СМИ появилась информация о том, что реконструкцию шахтинского стадиона может оплатить местный металлургический комбинат.
На 2024 год из областного бюджета выделено более 300 млн рублей.